# 哈施巴赫
哈施巴赫是德国莱茵兰-普法尔茨州的一个市镇。总面积2.18平方公里，总人口419人，其中男性204人，女性215人（2011年12月31日），人口密度192人/平方公里。